# Julia Brystiger
Julia Brystiger (także Julia Brystigerowa) z domu Prajs (Preiss) ps. Luna, Daria, Ksenia, Maria, Julia Prajs (ur. 25 listopada 1902 w Stryju, zm. 9 października 1975 w Warszawie) – polska działaczka komunistyczna, doktor filozofii, członek KPZU/KPP, PPR i PZPR, członek Zarządu Głównego Związku Patriotów Polskich, pełnomocnik tajnego Centralnego Biura Komunistów Polski przy Komitecie Centralnym WKP(b) (1944), posłanka do KRN, redaktor w Państwowym Instytucie Wydawniczym. W latach 1944–1956 funkcjonariuszka aparatu bezpieczeństwa Polski Ludowej, dyrektor departamentu V i III Ministerstwa Bezpieczeństwa Publicznego. Posądzana o okrucieństwo i stosowanie tortur podczas przesłuchań, zyskała przydomek Krwawej Luny, mimo braku dowodów na stosowanie przez nią przemocy. W latach 1962–1974 inwigilowana przez Służbę Bezpieczeństwa.

## Życiorys

### Dzieciństwo i młodość we Lwowie
Urodziła się w rodzinie żydowskiej, jako córka Hermanna Preissa, magistra farmacji w Stryju, i Berty z Salzerbergów, córki Marjem i Izaaka, właściciela dóbr w Nowym Siole. Miała trójkę rodzeństwa – braci Jerzego i Feliksa oraz siostrę Olgę. W styczniu 1920 wyszła za mąż za adwokata i doktora filozofii Chaima Nute Brüstigera. W 1923 rozstała się z mężem, brak jest jednak informacji o rozwodzie, prawdopodobnie więc pozostawała formalnie w związku małżeńskim aż do śmierci Chaima w 1932. W 1920 ukończyła gimnazjum we Lwowie, a w 1926 studia historyczne na Wydziale Humanistycznym Uniwersytetu Jana Kazimierza, doktorat pt. Mikołaj Lasocki obroniła w 1926 pod kierunkiem prof. Jana Ptaśnika. Następnie w latach 1927–1928 kontynuowała naukę w Paryżu.
Po powrocie ze stypendium w Paryżu nie zdecydowała się kontynuować pracy naukowej i poświęciła się działalności komunistycznej. W 1928 zdała egzamin pedagogiczny.

### Nielegalna działalność komunistyczna (1927–1939)
Po powrocie z Francji zaczęła pracować jako nauczycielka historii w żydowskim gimnazjum Chaima Epsztajna w Wilnie oraz w seminarium nauczycielskim „Tarbut”. Działała również w Związku Zawodowym Nauczycieli Szkół Średnich. W 1929 została zwolniona z pracy za organizację strajku nauczycieli.
Od 1927 działała w Międzynarodowej Organizacji Pomocy Rewolucjonistom (MOPR) i w komórce techniki partyjnej Komunistycznej Partii Zachodniej Ukrainy (KPZU), autonomicznej sekcji Komunistycznej Partii Polski. Od połowy tego roku zasiadała w egzekutywie Komitetu Obwodowego MOPR. Od 1931 działała w Komunistycznej Partii Zachodniej Ukrainy. Od kwietnia 1931 była wydawcą i redaktorem legalnego tygodnika komunistycznego „Przegląd Współczesny”. W październiku 1931 pismo zostało zdelegalizowane za propagowanie komunizmu, a Brystigerowa została skazana na dwa tygodnie więzienia za redagowanie tygodnika. Od 1932 była funkcjonariuszem partyjnym (tzw. funkiem – etatowym działaczem partii), pełniąc kolejno funkcje sekretarza propagandy i agitacji Komitetu Obwodowego KPZU we Lwowie, Przemyślu, Drohobyczu i od września 1932 ponownie we Lwowie.
Za działalność w nielegalnych strukturach KPP w październiku 1932 została aresztowana i skazana w tzw. procesie Berkowicza (od nazwiska działacza komunistycznego Leonarda Berkowicza) na 10 miesięcy więzienia. Po zwolnieniu została członkiem egzekutywy KC MOPR. Obsługiwała obwody wołyński i stanisławowski tej organizacji. Pod koniec 1934 została na krótko zawieszona w prawach członka partii. Po złożeniu samokrytyki latem 1935 objęła funkcję sekretarza Komitetu Okręgowego KPZU Stryj-Sambor. Od 1935 zajmowała się problematyką chłopską i rolną w Centralnej Redakcji KPZU we Lwowie.
W 1936 została sekretarzem Komitetu Centralnego MOPR Zachodniej Ukrainy. Miała się zajmować utworzeniem Frontu Ludowego na Ukrainie, czyli koalicji komunistów z innymi partiami lewicy. Organizowała prokomunistyczny Kongres Pracowników Kultury we Lwowie w maju 1936. W kwietniu 1937 została kolejny raz aresztowana i skazana na 6 lat więzienia (kara została jedna potem obniżona i wyszła na wolność 2 kwietnia 1939). W czasie odbywania kary była starostą komuny więziennej (grupy więźniów odbywających wyroki za działalność komunistyczną). Ze względu na pobyt w więzieniu ominęła ją czystka wśród polskich komunistów, której dokonywano wówczas na polecenie Stalina.

### Kolaboracja pod okupacją sowiecką (1939–1945)
Po agresji ZSRR na Polskę we wrześniu 1939, okupacji wschodnich województw Rzeczypospolitej przez Armię Czerwoną i aneksji tych terenów przez ZSRR przyjęła obywatelstwo radzieckie. Pracowała w Radzie Związków Zawodowych we Lwowie, była sekretarzem Komitetu Obwodowego MOPR. Zajmowała się głównie sprawami bytowymi polskich komunistów, którzy znaleźli się we Lwowie, poznała tam m.in. Władysława Gomułkę i Józefa Różańskiego. W 1940 została „członkiem wszechzwiązkowym” KC MOPR. W tym czasie współpracowała – razem z grupą innych komunistów – z wydawnictwem „Nowe Widnokręgi” we Lwowie. Po wybuchu w czerwcu 1941 wojny niemiecko-sowieckiej zbiegła do Charkowa, a następnie do Samarkandy. Zajmowała się pomocą żywnościową i bytową dla polskich komunistów w Samarkandzie. W latach 1943–1944 zasiadała w Zarządzie Głównym Związku Patriotów Polskich. Zajmowała się organizacją struktur terenowych ZPP i działalnością propagandową, m.in. pisała artykuły do pisma „Wolna Polska”. Mieszkała w tym okresie w Moskwie.

### W PRL

#### Kariera w partii
W październiku 1944 została przyjęta do Polskiej Partii Robotniczej. Zasiadała w Krajowej Radzie Narodowej z nominacji ZG ZPP. Była delegatem na I zjazd PPR (1945), II Zjazd PPR (1948) i Kongres Zjednoczeniowy Polskiej Zjednoczonej Partii Robotniczej, na którym została wybrana do Centralnej Komisji Kontroli Partyjnej (w jej skład wchodziła do marca 1954). 

#### W Ministerstwie Bezpieczeństwa Publicznego
Od grudnia 1944 pracowała w Resorcie Bezpieczeństwa Publicznego na stanowiskach kierownika sekcji, kierownika wydziału, od 1945 p.o., a następnie dyrektora Departamentu V Ministerstwa Bezpieczeństwa Publicznego. Departament ten zajmował się organizacjami młodzieżowymi i społecznymi, partiami politycznymi (np. PSL, PPS), a także Kościołem katolickim i innymi związkami religijnymi, instytucjami kulturalnymi i oświatowymi. Teoretycznie departament miał charakter operacyjny, nie śledczy, pracownicy mieli rozpracowywać, aresztować i dokonywać jedynie wstępnych przesłuchań, a następnie przekazywać do Departamentu Śledczego. Najważniejszym zadaniem była walka z Kościołem katolickim. W ramach realizacji tego zadania Brystiger opracowała szeroką strategię walki z Kościołem i dążyła do rozbudowania sieci informatorów.
Z uwagi na przypisywany jej sadyzm i rzekome stosowanie tortur wobec przesłuchiwanych więźniów określana Krwawą Luną, jednak w świetle obecnych badań nie ma podstaw do takich twierdzeń. Dowodem występków Brystygerowej miałby być fragment wspomnień Anny Rószkiewicz-Litwinowiczowej, według której „Julia Brystygierowa słynęła z sadystycznych tortur zadawanych młodym więźniom, była zdaje się zboczona na punkcie seksualnym i tu miała pole do popisu”. Anna Rószkiewicz-Litwinowiczowa nie była jednak przesłuchiwana przez Julię Brystiger. Twierdziła, że usłyszała tę opowieść od innego żołnierza AK, brak jest jednak informacji czy ten inny żołnierz był przesłuchiwany i co dokładnie powiedział. Stefan Staszewski w rozmowie z Teresą Torańską stwierdził, że Brystiger „nie brała udziału w walce ze zbrojnym podziemiem, nie zajmowała się wymuszaniem zeznań czy montowaniem procesów, przydzielano jej zadania wymagające dużej inteligencji, typowo dywersyjne”. Potwierdził to Andrzej Friszke, według którego nie zajmowała się ona poakowskim podziemiem zbrojnym, nie prowadziła śledztw ani przesłuchań. Również w relacjach Józefa Światły dla Radia Wolna Europa nie ma słowa o sadyzmie Brystygierowej, a równocześnie poświęca on dużo czasu tematowi brutalności Józefa Różańskiego. 
Inną przypisywaną Brystiger zbrodnią jest sadystyczne pobicie członka PSL Bolesława Szafarzyńskiego podczas przesłuchania, gdzie miała ona miażdżyć jego genitalia szufladą. Szafarzyński został dotkliwie pobity przez UB. Jego proces toczył się jednak w Olsztynie i tam był przesłuchiwany, a Brystiger pracowała wówczas w Warszawie przy ul. Koszykowej. 
Andrzej Friszke podsumował swoje badania naukowe w tym zakresie następującymi słowami: 

Wiem, że opisują ją jako bestię, ale nie mogę tego potwierdzić – nie znalazłem śladu takich spraw.

Sprawę rzekomych tortur podobnie oceniła biografka Julii Brystiger: 

Byłam przekonana, że znajdę wiele takich relacji. Szukałam przez półtora roku. Może za krótko. Nie znalazłam – ani w archiwach, ani w ludzkiej pamięci.

Nie ma jednak wątpliwości, że o wszelakich torturach wiedziała i je aprobowała. 
Julia Brystiger zajmowała się prowokacjami, agenturą w tym i innych środowiskach (środowisko literacko-artystyczne i inteligenckie), inspirowała tamże rozłamy, jednak nie prowadziła bezpośrednio śledztw i nie przesłuchiwała formalnie, choć wielokrotnie rozmawiała z aresztowanymi. Z pewnością była także świadoma przemocy i tortur, które miały miejsce w więzieniach UB. Klasycznym przykładem jej postępowania w odniesieniu do tych środowisk była sprawa Pawła Jasienicy, w odniesieniu do którego spowodowała jego zwolnienie, choć groziła mu kara śmierci, uznając, że bardziej będzie przydatny dla reżimu komunistycznego i realizowanych przez nią celów jako żywy. W październiku 1946 przesłuchiwała Zygmunta Augustyńskiego, redaktora naczelnego „Gazety Ludowej”. Gdy Augustyński odrzucił propozycję Brystigerowej podpisania zobowiązania do współpracy z UB w zamian za uwolnienie, został w pokazowym procesie skazany na 15 lat więzienia.

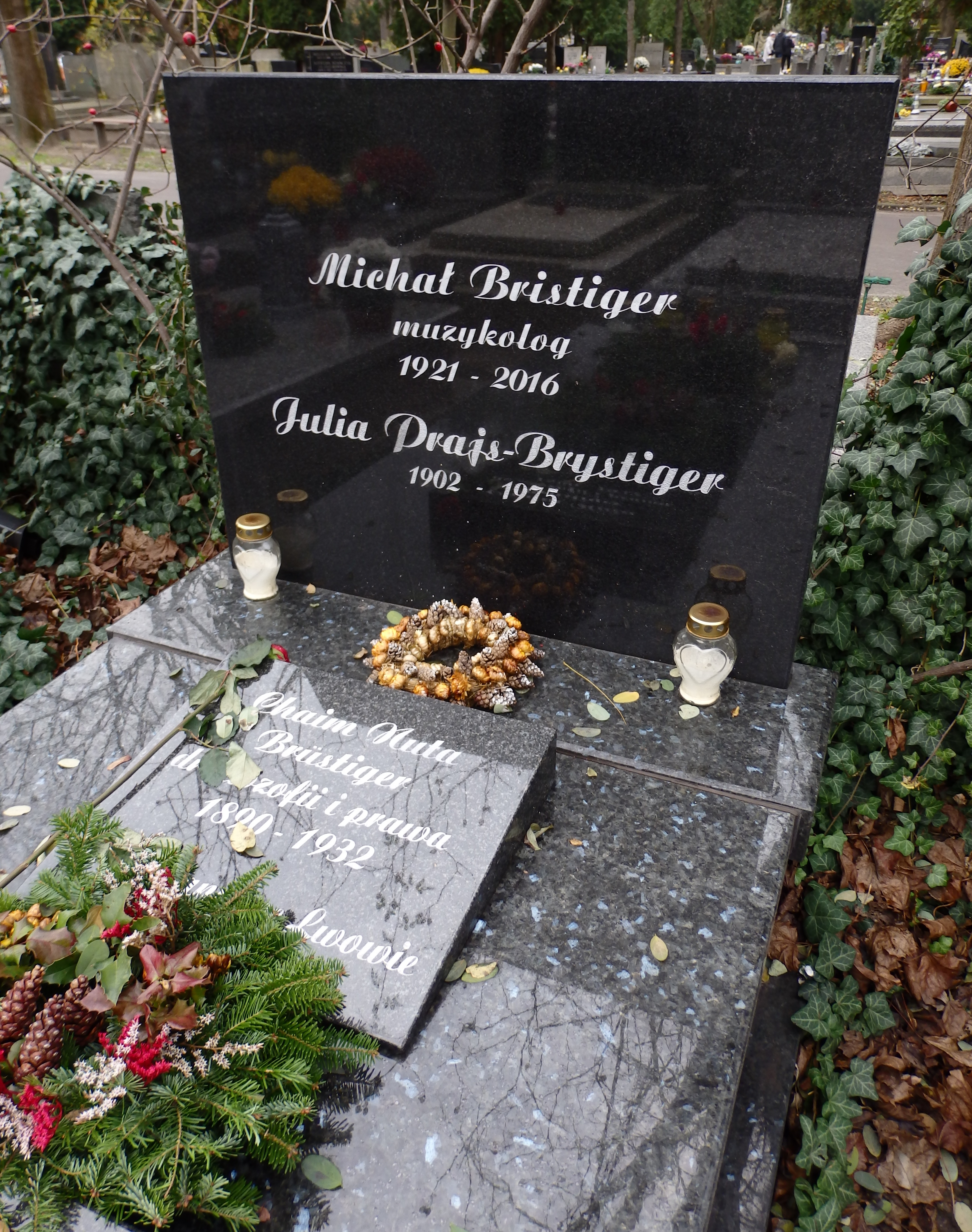
Grób Julii Brystiger na cmentarzu Wojskowym na Powązkach w Warszawie

| Urząd          | Stanowisko                            | Od                          |
| -------------- | ------------------------------------- | --------------------------- |
| RBP Lublin     | kierownik Sekcji III                  | 18.12.1944                  |
| MBP Warszawa   | naczelnik Wydziału III Departamentu I | 17.07.1945                  |
| MBP Warszawa   | p.o. dyrektora Departamentu V         | 11.10.1945                  |
| MBP Warszawa   | dyrektor Departamentu V               | 15.01.1950                  |
| MBP Warszawa   | dyrektor Departamentu III             | 01.08.1954                  |
| KdsBP Warszawa | dyrektor Departamentu III             | od 01.01.1955 do 16.11.1956 |

#### Ostatnie lata
W 1957 w związku z procesami byłych funkcjonariuszy UB planowano pociągnąć ją do odpowiedzialności karnej. Odeszła z resortu bezpieczeństwa 16 listopada 1956. Próbowała później swoich sił jako pisarka (pod pseudonimem literackim Julia Prajs), wydała m.in. powieść Krzywe litery. Pracowała w Państwowym Instytucie Wydawniczym jako redaktor. Była również autorką haseł w Słowniku biograficznym działaczy polskiego ruchu robotniczego.
Utrzymywała kontakty z niewidomą siostrą zakonną Bonifacją Goldman z Zakładu dla Niewidomych w Laskach, którą znała jeszcze z młodości spędzonej we Lwowie. Według innych źródeł poznały się podczas pobytu Brystiger w Szpitalu Klinicznym Dzieciątka Jezus w Warszawie. Z franciszkankami z Lasek utrzymywała przyjazne kontakty i otrzymała od nich modlitewnik. Przestała składać wizyty w 1962.
Zmarła w Warszawie 9 października 1975. Pochowana na cmentarzu Wojskowym na Powązkach (kwatera D 33-2-12).

## Rodzina
Jej mężem był od 1920 działacz syjonistyczny, doktor prawa i filozofii Chaim Nuta Brüstigier (1890–1932), z którym miała syna Michała (1921–2016), muzykologa.
Jej siostra Olga Preiss (1907–2002) po mężu Loeuillet, znana także jako Olga Monshkeli, z wykształcenia lekarka, była postacią znaną wśród paryskiej bohemy artystycznej i uczestniczką wojny domowej w Hiszpanii z ramienia POUM.

## Ordery i odznaczenia
- Order Sztandaru Pracy I klasy
- Order Krzyża Grunwaldu III klasy (10 października 1945)[31]
- Krzyż Oficerski Orderu Odrodzenia Polski (3 stycznia 1945)

## Publikacje
- Krzywe litery (1960)
- Znak „H”: opowiadania (1962)
- Przez ucho igielne (1965)

## Odniesienia w kulturze
W 1997 powstał telewizyjny film dokumentalny (52 min) Świat Luny w reżyserii Ignacego Szczepańskiego. Film prezentuje sylwetkę Julii Brystiger (nazywanej w nim Julią Bristigerową), a zarazem pokazuje okres stalinizmu w Polsce. O Lunie, jej życiu, cechach charakteru, metodach działania i jej czasach opowiadają przed kamerą: płk. Henryk Piecuch, Zygmunt Kałużyński, Włodzimierz Sokorski, prof. Andrzej Paczkowski, Kazimierz Koźniewski, Jan Nowak-Jeziorański, Włodzimierz Rekłajtis i Krzysztof Kozłowski.
W 2016, na kanwie biografii Julii Brystiger, powstał film „Zaćma” w reżyserii Ryszarda Bugajskiego.
O jej życiu i działaniu opowiada książka Iwony Kienzler „Krwawa Luna i inni”, gdzie poruszane są również losy innych funkcjonariuszy, np. Stefana Michnika czy Józefa Różańskiego.